# کشتن مرغ مقلد (فیلم)
کشتن مرغ مقلد (به انگلیسی: To Kill a Mockingbird) نام فیلمی آمریکایی با ژانر درام حقوقی به کارگردانی رابرت مالیگن محصول سال ۱۹۶۲ است که بر اساس رمانی به همین نام اثر هارپر لی ساخته شده‌است. در سال ۱۹۹۵ این فیلم در فهرست ملی ثبت فیلم قرار گرفت. این فیلم همچنین در فهرست بزرگترین فیلم‌های آمریکایی تاریخ دهمین سالگرد بنیاد فیلم آمریکا در رتبه بیست و پنجم قرار گرفت.

## داستان
آتیکاس فینچ وکیل ساده‌ای است که در دادگاه شهر کوچک مِیکوم در ایالت آلاباما از جوان سیاه‌پوستی به نام تام رابینسون به اتهام تجاوز به یک دختر سفیدپوست دفاع می‌کند. راوی داستان اسکات فینچ، دختر کوچک آتیکاس فینچ است.

## بازیگران
- گریگوری پک در نقش آتیکوس فینچ
- مری بدهام در نقش اسکات
- فیلیپ آلفورد در نقش جم
- جان مگنا در نقش چارلز بیکر هریس
- فرانک اوورتون در نقش کلانتر هک تیت
- رزمری مورفی در نقش خانم مودی اتکینسون
- روت وایت در نقش خانم دوبوز
- براک پیترس در نقش تام رابینسون
- استل ایوانز در نقش کالپورنیا
- پائول فیکس در نقش قاضی جان تیلور
- کالین ویکاکس در نقش مایلا ویولت یوال
- جیمز اندرسن در نقش رابرت ای.لی. یوال
- آلیس گوستلی در نقش خانم استفانی کرافورد
- رابرت دووال در نقش آرتور ردلی
- ویلیام ویندوم در نقش هوراس گیلمر، دادستان منطقه
- کرهان دنتون در نقش والتر کانینگام
- ریچارد هیل در نقش ناتان ردلی

## جوایز
- جایزه اسکار بهترین بازیگر برای گریگوری پک[۲]
- جایزه اسکار بهترین فیلمنامه اقتباسی برای هورتون فوت
- جایزه اسکار بهترین طراحی صحنه